# Jägertor
Jägertor (pol. „Brama Myśliwska”) – barokowa brama miejska, znajdująca się w  Poczdamie, na końcu ulicy  Lindenstraße, na rogu alei Hegelallee. Jest najstarszą i jedną z trzech zachowanych bram miejskich w mieście (obok  Bramy Brandenburskiej i  Bramy Naueńskiej). 

## Historia
Brama Myśliwska została zbudowana za panowania pruskiego króla Fryderyka Wilhelma I w 1733 roku na północnej granicy drugiej, barokowej rozbudowy Poczdamu. Wzniesiono ją przy wytyczonej w 1668 roku alei, prowadzącej do dworku myśliwskiego (niem. Jägerhof), powstałego na miejscu bażantarni założonej przez Wielkiego Elektora Fryderyka Wilhelma I. Po obu stronach bramy zbudowano obiekty mieszczące izbę celną i wartowniczą. Budowlę zwieńczono kompozycją rzeźbiarską, przedstawiającą scenę myśliwską z psami atakującymi jelenia - nazwisko twórcy kompozycji nie jest znane, podobnie jak architekta bramy.
W 1869 roku zburzono mury miejskie i od tego czasu brama jest obiektem wolnostojącym. Jest również częścią wytyczonej w XIX wieku promenady biegnącej śladami dawnych murów miejskich. W 1907 roku rozebrane zostały budynki mieszczące izbę celną i wartowniczą.
W 2013 roku Brama Myśliwska została całkowicie odrestaurowana. Prace restauracyjne sfinansowały władze Poczdamu.

## Galeria

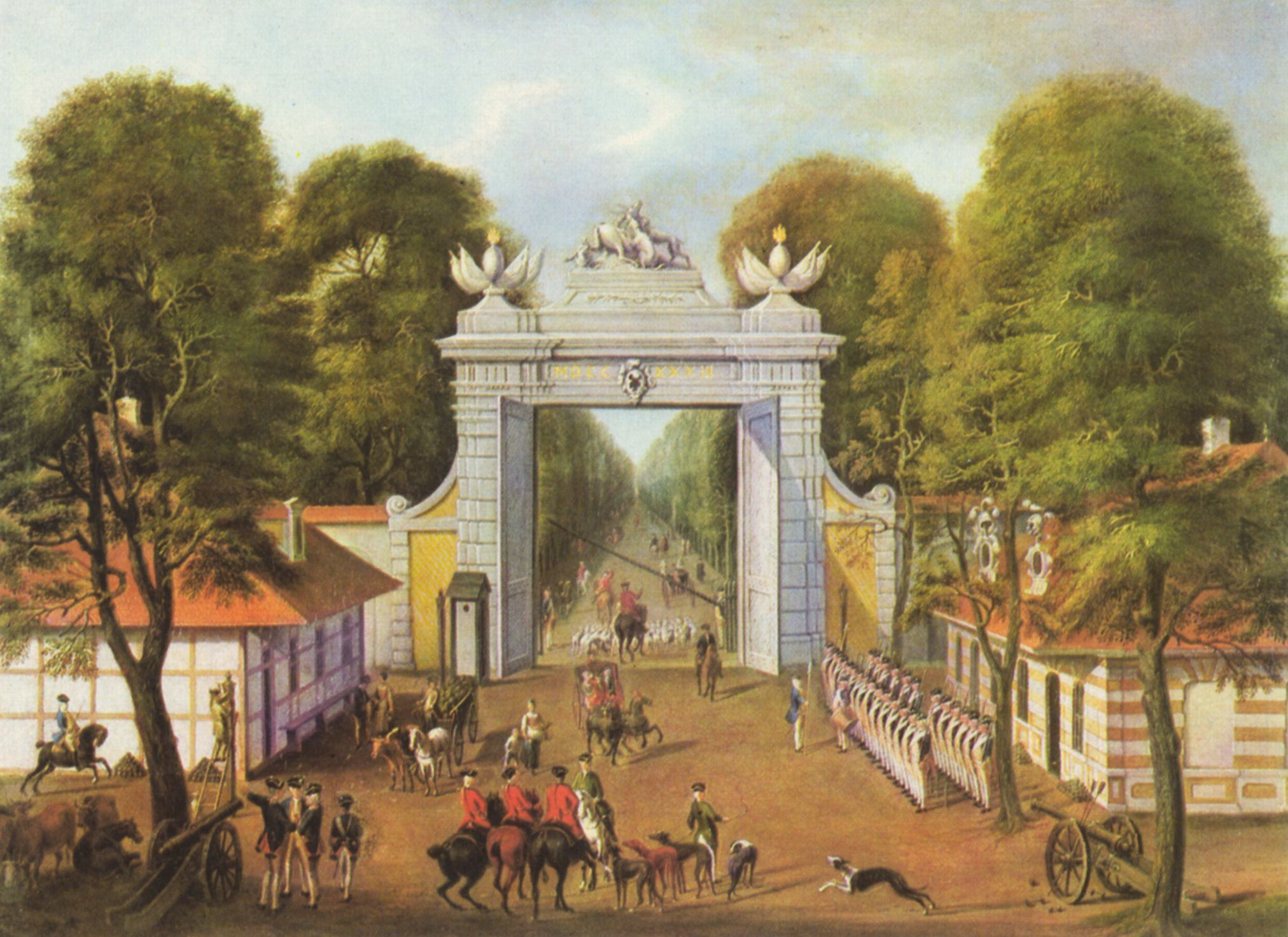
Brama na obrazie olejnym około 1735 roku
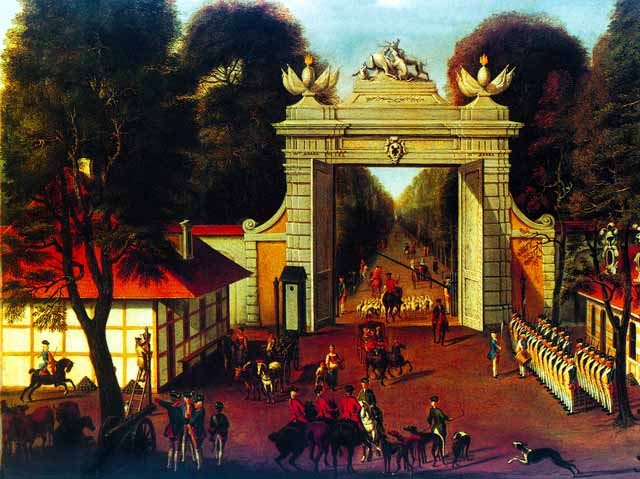
Brama na obrazie olejnym około 1735 roku
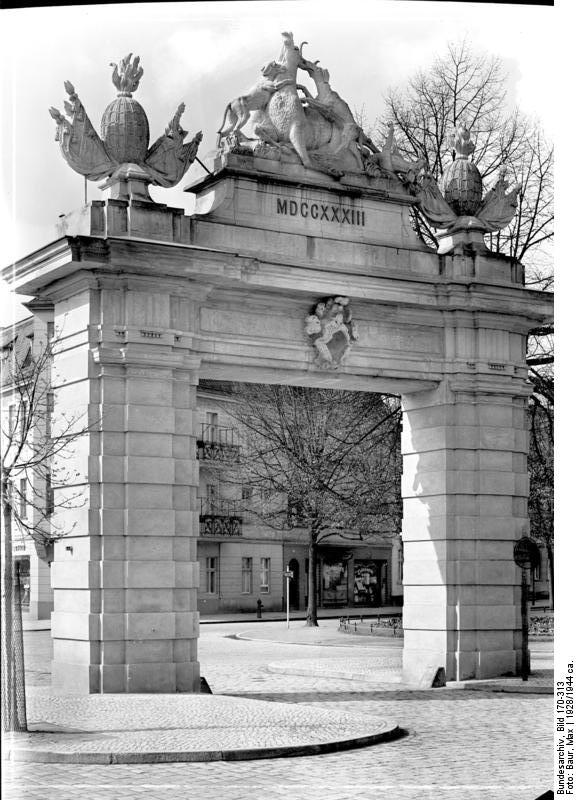
Brama w latach 1928-1944
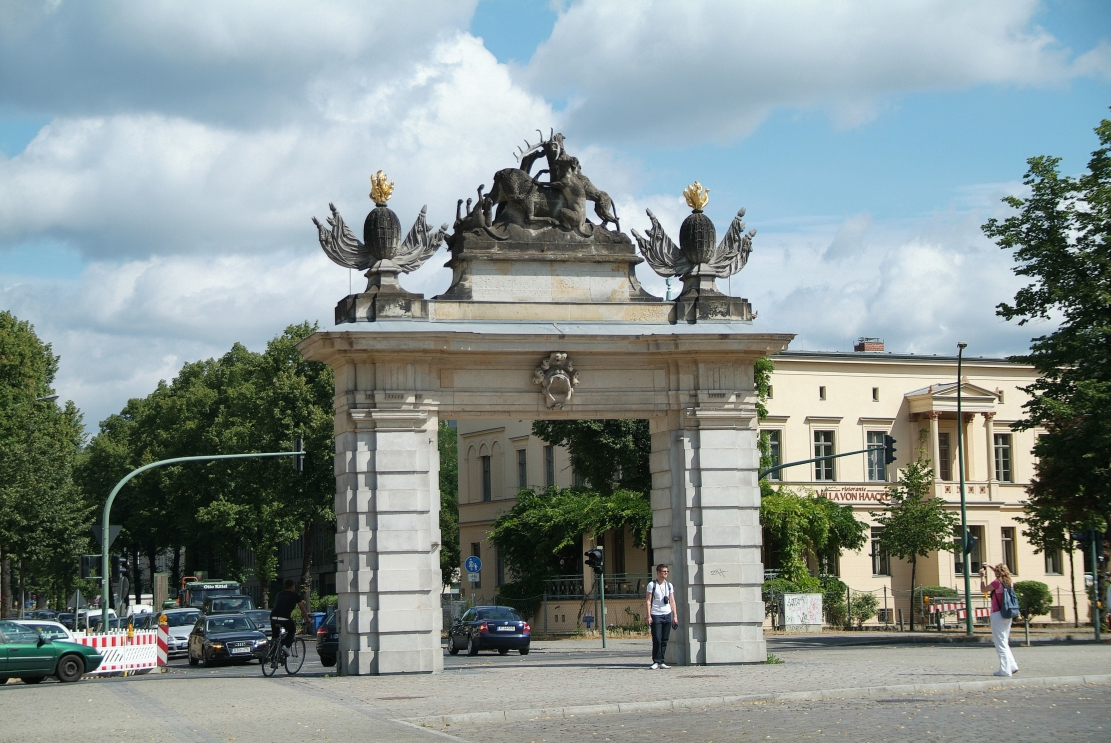
Brama w 2010 roku